# Преславец (Хасковская область)
Преславец (болг. Преславец) — село в Болгарии. Находится в Хасковской области, входит в общину Харманли. Население составляет 203 человека.

## Политическая ситуация
В местном кметстве Преславец, в состав которого входит Преславец, должность кмета (старосты) исполняет Делка Георгиева Точева (коалиция в составе 2 партий: Граждане за европейское развитие Болгарии (ГЕРБ), Национальное движение «Симеон Второй» (НДСВ)) по результатам выборов.
Кмет (мэр) общины Харманли — Михаил Христов Лисков (коалиция трёх партий: Болгарская социалистическая партия, Болгарская социал-демократия, политический клуб «Фракия») по результатам выборов в правление общины.